# Loupala
Loupala est une localité du nord de la Côte d'Ivoire qui se situe dans la Région des savanes.